# بايت (مجلة)
مجلة بايت (بالإنجليزية: Byte)‏ (منمقة باسم BYTE) هي مجلة أمريكية للحواسيب الصغيرة، كان لها تأثير في أواخر السبعينات وطوال الثمانينات بسبب تغطيتها التحريرية الواسعة. في حين أن العديد من المجلات كانت مخصصة لأنظمة محددة أو وجهة نظر مستخدمي المنزل أو العمل، غطت بايت التطورات في مجال «أجهزة الكمبيوتر الصغيرة والبرمجيات» بأكملها، وأحيانًا غيرها من مجالات الحوسبة مثل الحواسيب الفائقة والحوسبة عالية الموثوقية، كانت التغطية متعمقة بالكثير من التفاصيل الفنية بدلاً من التركيز على المستخدم.
بدأت مجلة بايت في عام 1975، بعد فترة وجيزة من ظهور أجهزة الكمبيوتر الشخصية الأولى كما تم الإعلان عن مجموعات في الجزء الخلفي من المجلات الإلكترونية. تم نشر البايت باشتراك شهري أولي سنوي قدره 10 دولارات، توقف المطبوعات في عام 1998 وتوقف النشر على الإنترنت في عام 2013.

## التأسيس
في عام 1975 كان واين جرين رئيس تحرير وناشر مجلة 73 (مجلة إذاعية للهواة) وزوجته السابقة فيرجينيا لوندنر جرين وكانت مديرة أعمال مجلة 73 
نشر كارل هيلمرز سلسلة من ستة مقالات في عام 1974 والتي عرضت بالتفصيل تصميم وبناء «نظام الكمبيوتر المجرب»، وهو جهاز كمبيوتر شخصي يعتمد على المعالج الدقيق Intel 8008. في يناير 1975، أصبحت هذه المجلة الشهرية ECS تضم 400 مشترك. تم نشر العدد الأخير في 12 مايو 1975، وفي يونيو أرسل المشتركون إشعارًا يعلن عن مجلة Byte . كتب كارل إلى نشرة إخبارية أخرى للهواة، وهي Micro-8 Computer User Group Newsletter ، ووصف وظيفته الجديدة كمحرر لمجلة بايت.
فرجينيا لوندنر جرين عادت إلى 73 في عدد ديسمبر 1974 وأدرجت جرين للنشر في مارس 1975. تم نشر العدد الأول من إصدارات Byte بواسطة Green Publishing وتم تغيير الاسم إلى منشورات Byte بدءًا من إصدار فبراير 1976. كان كارل هيلمرز شريكًا مشاركًا في منشورات بايت.
تم إنتاج الإصدارات الأربعة الأولى في مكاتب 73 وتم إدراج Wayne Green كناشر. ذات يوم في نوفمبر عام 1975، جاء واين إلى العمل ووجد أن موظفي مجلة بايت قد خرجوا وأخذوا معهم مسألة شهر يناير. في عدد فبراير 1976 من Byte قصة قصيرة حول هذه الخطوة. «بعد بداية قرأت مثل الأوبرا الخفيفة الرومانسية مع حلقة أو تذكرتين ل Keystone Cops ، انتقلت مجلة Byte أخيرًا إلى مكاتب منفصلة خاصة بها.»
لم يكن واين جرين سعيدًا بفقدان مجلة بايت لذا فقد كان سيبدأ مجلة جديدة تسمى Kilobyte. Byte بسرعة علامة تجارية KILOBYTE كسلسلة كاريكاتورية في مجلة Byte . كانت تسمى المجلة الجديدة كيلوباود . كانت هناك منافسة وعداء بين Byte Publications و 73 Inc. لكن كلاهما بقي في مدينة بيتربورو الصغيرة ، نيو هامبشاير.

## السنوات الأولى
المقالات المبكرة في بايت كانت مشروعات إلكترونية أو برامجية لتعمل على تحسين أجهزة الكمبيوتر الصغيرة. ومن السمات المستمرة هي Circar Cellar في Ciarcia ، وهو العمود الذي وصف فيه المهندس الإلكتروني Steve Ciarcia المشروعات الصغيرة لتعديل جهاز كمبيوتر أو إرفاقه به (تحول فيما بعد إلى مجلة Circuit Cellar ، مع التركيز على تطبيقات الكمبيوتر المدمجة). تضمنت المقالات المهمة في هذه الفترة معيار "Kansas City" لتخزين البيانات على الشريط الصوتي، وإدخال محركات الأقراص في أجهزة الكمبيوتر S-100، ونشر شفرة المصدر لمختلف لغات الكمبيوتر (Tiny C ، BASIC ، المجمعات)، وتغطية أول نظام تشغيل الحواسيب الصغيرة، CP / M. عرضت بايت أول إعلان لشركة Microsoft ، باسم "Micro-Soft"، لبيع مترجم BASIC لأجهزة الكمبيوتر التي تعتمد على 8080 .

## نهاية المجلة المطبوعة، والنشر على الإنترنت
كان عدد قراء بايت وإيرادات الإعلانات في انخفاض عندما باعت مكجرو هيل المجلة إلى CMP Media ، وهو ناشر ناجح لمجلات الكمبيوتر المتخصصة في مايو 1998. توقع محررو المجلة وكتابها أن يعيد مالكها الجديد إحياء Byte لكن CMP توقف عن النشر مع إصدار يوليو 1998، وطرد جميع الموظفين وأغلق معمل Byte الكبير لاختبار المنتجات.
استمر نشر البايت في ألمانيا واليابان دون انقطاع. استأنفت الطبعة التركية النشر بعد بضع سنوات من الانقطاع. انتهت الطبعة العربية فجأة.
هاجر العديد من كتاب الأعمدة في بايت إلى مواقعهم الشخصية. كان أحدهما هو مدونة جيري بورنيل، وهي من كتب الخيال العلمي، The View From Chaos Manor  مستمدة من عمود قديم في بايت ، يصف أجهزة الكمبيوتر من وجهة نظر مستخدم قوي. بعد إغلاق مجلة Byte ، استمر نشر عمود Pournelle في الإصدارات التركية من عالم الكمبيوتر ، والتي سُميت قريبًا باسم PC Life في تركيا. Byte Japan ، مع الاسم المرخص لها من McGraw Hill ، كانت مجلة الكمبيوتر الرائدة في اليابان، التي نشرتها Nippon Business Publications. تابع عمود بورنيل في الترجمة كميزة رئيسية لسنوات بعد إغلاق بايت في الولايات المتحدة
في عام 1999، أحيى مؤتمر الأطراف العامل بوصفه اجتماع الأطراف في بروتوكول الإنترنت بايتة كمنشورة على شبكة الإنترنت فقط، من عام 2002 يمكن الوصول إليها عن طريق الاشتراك. تم إغلاقه في عام 2009.
جلب اسم بايت شركة UBM TechWeb والتي قررت الاستمرار في الموقع في يوم 11 يوليو عام 2011 وفقًا للموقع.

## توقف الموقع
توقف الموقع تماماً في عام 2013.